# Criterium Asów 1951
I Criterium Asów odbyło się 11 października 1951. Zwyciężył Zbigniew Raniszewski.

## Wyniki
źródło
- 11 października 1951, Stadion Polonii Bydgoszcz

| Msc. | Zawodnik                | Klub                  | Pkt |      |  |
| ---- | ----------------------- | --------------------- | --- | ---- |  |
| 1    | Zbigniew Raniszewski    | Gwardia Bydgoszcz     | 15  | b.d. |  |
| 2    | Janusz Suchecki         | CWKS Warszawa         | 13  | b.d. |  |
| 3    | Kazimierz Kurek         | Gwardia Bydgoszcz     | 13  | b.d. |  |
| 4    | Bolesław Bonin          | Gwardia Bydgoszcz     | 13  | b.d. |  |
| 5    | Tadeusz Fijałkowski     | Budowlani Warszawa    | 10  | b.d  |  |
| 6    | Paweł Dziura            | Budowlani Rybnik      | 8   | b.d. |  |
| 7    | Jan Krakowiak           | CWKS Warszawa         | 8   | b.d. |  |
| 8    | Marian Kaznowski        | Włókniarz Częstochowa | 7   | b.d. |  |
| 9    | Mieczysław Kosierb      | Spójnia Wrocław       | 7   | b.d. |  |
| 10   | Eugeniusz Nazimek       | Gwardia Bydgoszcz     | 5   | b.d. |  |
| 11   | Feliks Błajda           | Gwardia Bydgoszcz     | 4   | b.d. |  |
| 12   | Jan Malinowski          | Unia Leszno           | 4   | b.d. |  |
| 13   | Tadeusz Teodorowicz     | Spójnia Wrocław       | 4   | b.d. |  |
| 14   | Zygmunt Garyantosiewicz | Gwardia Bydgoszcz     | 3   | b.d. |  |
| 15   | Władysław Szulczewski   | Włókniarz Częstochowa | 0   | b.d. |  |
| 16   | Alfred Spyra            | Budowlani Rybnik      | 0   | b.d. |  |